# Alfred Struwe
Alfred Struwe, né le 22 avril 1927 à Marienburg et mort le 12 février 1998 à Potsdam, est un acteur est-allemand.

## Biographie
Il naît dans la famille d'un employé de la poste et grandit avec ses cinq frères et sœurs à Marienburg. C'est dans les camps de vacances de la Hitlerjugend qu'il monte pour la première fois sur les planches. Il est incorporé au Reichsarbeitsdienst en 1944, puis est envoyé au service militaire. Il fréquente d'abord l'école d'officiers de Hanovre et avec d'autres camarades combat pendant les derniers moments de la guerre. Il retourne en 1945 dans sa famille qui s'est établie a Leipzig.
Comme son père Gustav s'oppose à sa vocation théâtrale, Alfred Struwe est obligé d'entrer dans une école de police jusqu'en 1948. Il peut alors se consacrer au théâtre en cette époque des débuts de la République démocratique allemande. En 1949, il joue au théâtre de Greiz, puis il est engagé à Brandenburg, Zittau, Cottbus, Karl-Marx-Stadt et Dresde.
Il passe devant la caméra en 1954 dans une production de la DEFA, Leuchtfeuer. On le voit souvent à l'écran dans les années 1960. Il interprète le comte von Stauffenberg qui avait tenté de tuer Hitler. Son rôle du dentiste Wittkugel dans le feuilleton télévisé Zahn um Zahn lui apporte un grand succès populaire à partir de 1985 et le feuilleton atteint 21 épisodes. 
Occasionnellement, Struwe travaille ensuite pour la scène et la télévision. En 1998, il meurt des suites d'une pneumonie et est enterré au Südwestkirchhof de Stahnsdorf, au sud-ouest de Berlin.
Sa fille Catharina Struwe est également actrice.

## Filmographie
- 1954: Leuchtfeuer
- 1963: Geheimarchiv an der Elbe : Adjutant-Gruppenführer von Upitz
- 1963: Vanina Vanini (TV)
- 1966: Ohne Kampf kein Sieg (TV) : Claus von Stauffenberg
- 1968: Die Toten bleiben jung
- 1968: Stunde des Skorpions
- 1968–1970: Ich – Axel Cäsar Springer
- 1969: Krupp und Krause (série TV)
- 1969: Verdacht auf einen Toten
- 1970: Tanja : Hermann
- 1970: Befreiung
- 1971: KLK an PTX – Die Rote Kapelle
- 1971: Istanbul-Masche (TV)
- 1972: Die Bilder des Zeugen Schattmann (TV)
- 1972: Das Geheimnis der Anden (TV)
- 1972: Libération (Освобождение) (URSS) : Claus von Stauffenberg
- 1973: Das unsichtbare Visier (TV)
- 1973: Die Hosen des Ritters von Bredow
- 1974: Wolz – Leben und Verklärung eines deutschen Anarchisten
- 1974: Ulzana : Oldrington
- 1974: Visa für Ocantros (TV)
- 1975: Fischzüge (film télévisé)
- 1976: Im Staub der Sterne
- 1976: La Libération de Prague (Osvobození Prahy) (Tchécoslovaquie) : von Matzmer
- 1976: Vie et mort de Ferdinand Luce (Жизнь и смерть Фердинанда Люса) (URSS) film en quatre épisodes : Alex
- 1976: Polizeiruf 110: Eine fast perfekte Sache (TV)
- 1977: Polizeiruf 110: Die Abrechnung (TV)
- 1977: Die arge Legende vom gerissenen Galgenstrick
- 1978: Zwei Betten in der Hohen Tatra (TV)
- 1978: Anton der Zauberer
- 1979: Bis daß der Tod euch scheidet
- 1980: Archiv des Todes (série TV) : Standartenführer Hauk
- 1980: Oben geblieben ist noch keiner (TV)
- 1981: Asta, mein Engelchen
- 1981: Der ungebetene Gast (TV)
- 1981: Zwei Freunde in Preußen (film télévisé)
- 1981: Zwei Zeilen, kleingedruckt (Dwe strotschki melkim schriftom)
- 1981: Berühmte Ärzte der Charité: Der kleine Doktor (TV)
- 1982: Der lange Ritt zur Schule
- 1982: Dein unbekannter Bruder (Ton frère inconnu) : Diestelkamp
- 1983: Verzeihung, sehen Sie Fußball?
- 1983: Automärchen
- 1983: Frühstück im Bett (TV)
- 1983: Die lieben Luder (TV)
- 1984: Front ohne Gnade (série TV) : Brigadeführer Maas
- 1984: Mensch, Oma!, Folge: Stefan ist weg! (série TV)
- 1984: Die Geschichte vom goldenen Taler (TV)
- 1985–1988: Zahn um Zahn (série TV)
- 1987: Sachsens Glanz und Preußens Gloria: Gräfin Cosel (TV)
- 1987: Vorspiel
- 1989: Polizeiruf 110: Variante Tramper (TV) : docteur Frohwein
- 1989: Die Besteigung des Chimborazo (L'Ascension du Chimborazo)
- 1990: Schauspielereien: Gesucht und gefunden (TV)
- 1991: Aerolina (série TV)
- 1992: Karl May (série TV)
- 1997: Verdammtes Glück (TV)

## Enregistrements radiophoniques
- 1967: Maxime Gorki: Feinde (Les Ennemis) (Nikolaï Strobotov) – Réalisation: Hans Dieter Mäde (Theater – Litera)
- 1984: Oscar Wilde: Der Fischer und seine Seele (Le Pêcheur et son âme) (1er marchand) – Réalisation: Barbara Plensat (Rundfunk der DDR)
- 1989: Heidrun Loeper: Der Prinz von Theben in Berlin (Börries von Münchhausen) – Réalisation: Barbara Plensat (Rundfunk der DDR)